# Lush Life (brano musicale)

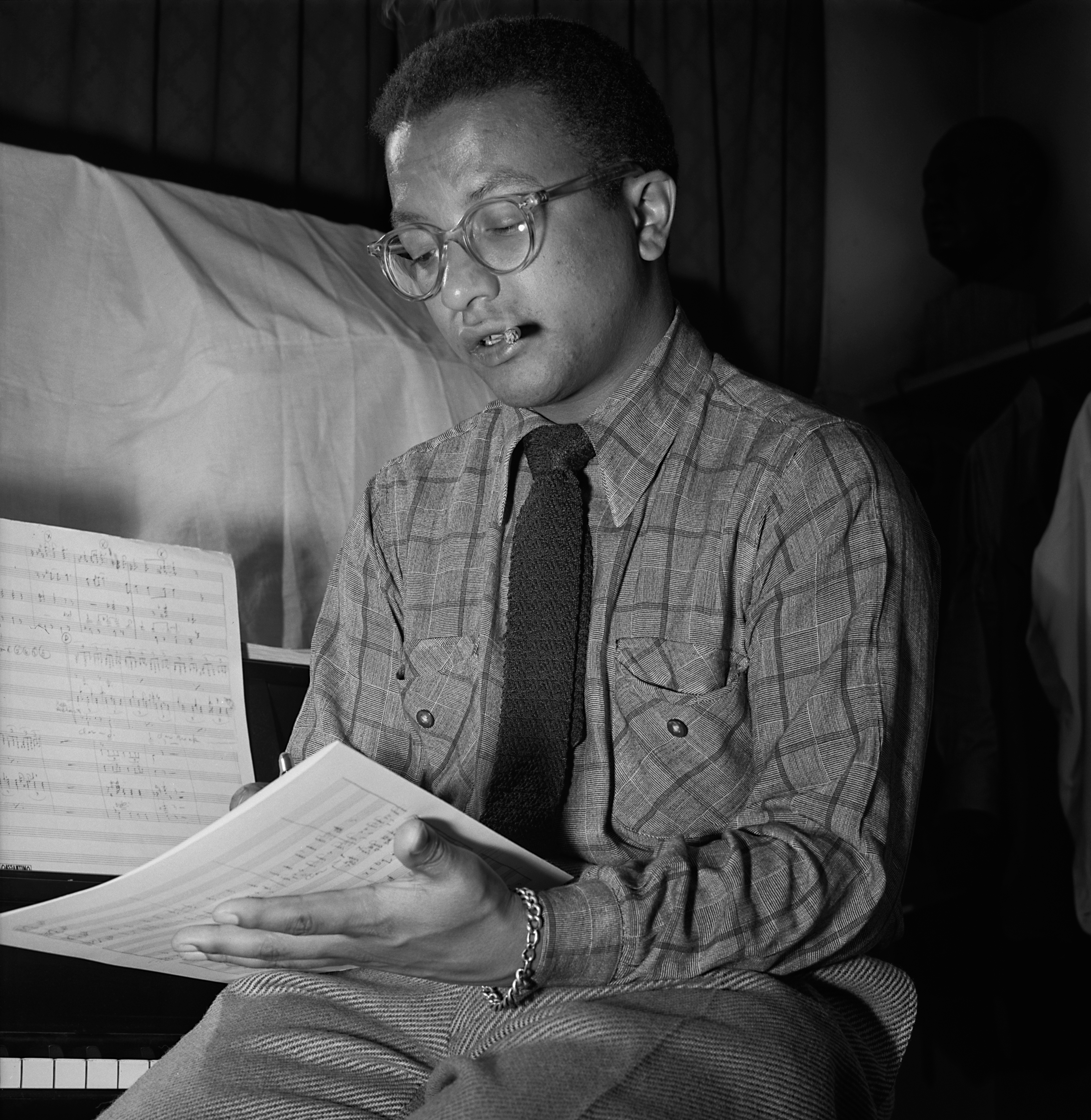
Billy Strayhorn, New York, tra il 1946 e il 1948. Foto William P. Gottlieb

Lush Life è uno standard jazz  composto da Billy Strayhorn nel 1933 all'età di 18 anni. È uno dei quaranta standard più conosciuti, e fu uno dei motivi che, nel 1938, spinsero Duke Ellington ad assumere Strayhorn. È anche, assieme a Take the A Train, una delle sue composizioni più famose.
Strayhorn continuò a lavorare su questa composizione per quasi quindici anni, senza nemmeno darle un titolo, fino al 13 novembre 1948, anno nel quale Strayhorn la presentò, accompagnando al pianoforte la cantante Kay Davis, in uno della serie di 7 concerti che l'orchestra di Ellington fece negli anni '40 alla Carnegie Hall, evento documentato anche su disco. Altre versioni 
del pezzo furono incise da Strayhorn nel 1961 (solo strumentale) e nel 1965.
Strayhorn era particolarmente affezionato a questa composizione, al punto che un'esecuzione di Nat Cole, stilisticamente discutibile e con diversi errori nel testo cantato, fece perdere le staffe al compositore (normalmente imperturbabile) ed ebbe come effetto una telefonata molto tesa fra i due.
Gli preferì di gran lunga la versione di Billy Eckstine, registrata dal vivo con un ottetto diretto da Bobby Tucker. (Da Wikipedia in inglese: The author once said that the best version was of Billy Eckstine on his 1960 album No Cover, No Minimum).
Lush Life è stata incisa da moltissimi cantanti e musicisti; ricordiamo le versioni di Jack Jones, Nancy Wilson, Patti Lupone, Lady Gaga, Donna Summer, Linda Ronstadt, Paul Ruffino, Johnny Mathis, Blossom Dearie, Rahsaan Roland Kirk, Rickie Lee Jones, Kate Ceberano & Mark Isham, Buddy Rich, Rickie Lee Jones, Kurt Elling, Sammy Davis Jr., Tony Scott, Archie Shepp, Johnny Hartman e John Coltrane

## Testo e struttura musicale
Il titolo "Lush Life" significa più o meno "Vita da alcoolizzato" - che è quella che il protagonista prevede che finirà per condurre nel tentativo di riaversi dall'abbandono che ha subito. Tutto il testo, che parla della noia provocata dalla vita mondana e dal suo "milieu" sembra provenire dalla penna di un Cole Porter piuttosto che da quella di un ragazzo non ancora diciottenne.
La struttura musicale del pezzo (in cui la pratica esecutiva ha fuso in un tutto unico strofa e ritornello) è particolarmente complessa e raffinata. La strofa ha la forma A-A-B: la parte ha l'insolita lunghezza di sette battute, mentre la sezione B è lunga quattordici misure. Il ritornello ha anch'esso una forma inconsueta (A-B-A'-C) ed è composto da 24 misure, a cui occasionalmente ne vengono aggiunte ulteriori due in coda (come nella versione di John Coltrane  contenuta nell'album omonimo). Anche l'andamento armonico, che presenta un caratteristico movimento cromatico, è particolarmente distintivo di questa composizione.